# اسلوپ کلاس برایجواتر
اسلوپ کلاس برایجواتر (به انگلیسی: Bridgewater-class sloop) یک کلاس از اسلوپ‌ها است که طول آن ۲۵۰ فوت (۷۶ متر) می‌باشد.